# 文明 (电视系列片)
文明（Civilisation—全名Civilisation: A Personal View by Kenneth Clark）是由BBC在1969年推出的一部13集的电视系列片，由英国艺术史学家肯尼斯·克拉克爵士创作，描述自欧洲黑暗时代以来西方艺术、建筑和哲学的历史。克拉克根据这部系列片改编的同名书籍，出版于1969年。

## 系列片

### 1.我们幸免于难（The Skin of Our Teeth）

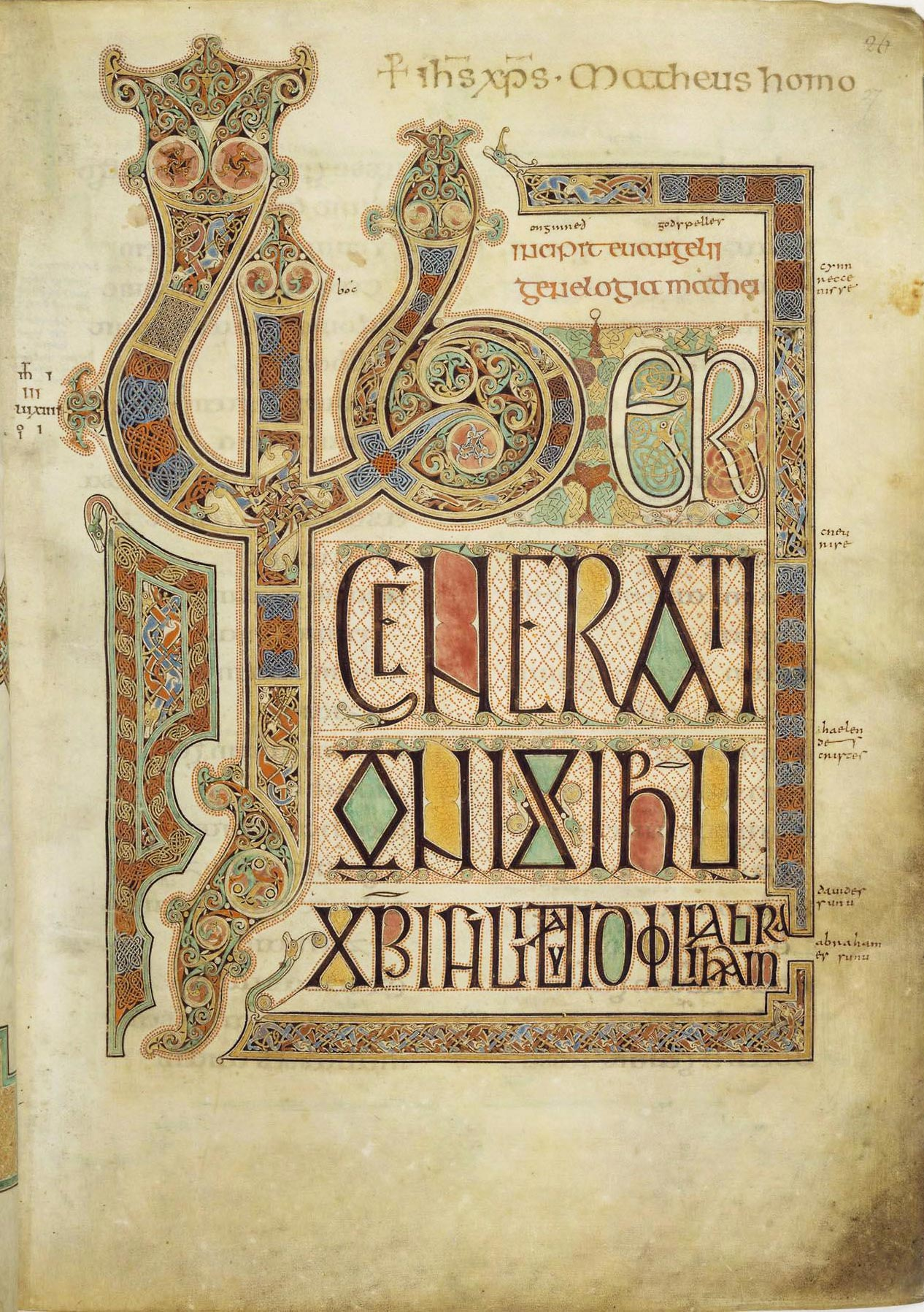
马太福音的首页，出自林迪斯法恩福音書

跟着克拉克，从拜占庭的拉文纳，旅行到克尔特的赫布里底群岛, 从维京人的挪威到查理曼的亚琛，讲述欧洲黑暗时代（罗马帝国崩溃之后的6个世纪），以及“欧洲的思想和艺术如何在九死一生中获救”的故事。
分段：
- 理想的表达：
- 罗马帝国的衰落
- 斯凯利格·迈克尔岛
- 爱奥那岛
- The Norsemen
- 普瓦捷洗礼堂
- 查理曼
- 洛萨十字架（Cross of Lothair）

### 2.伟大的解冻（The Great Thaw）

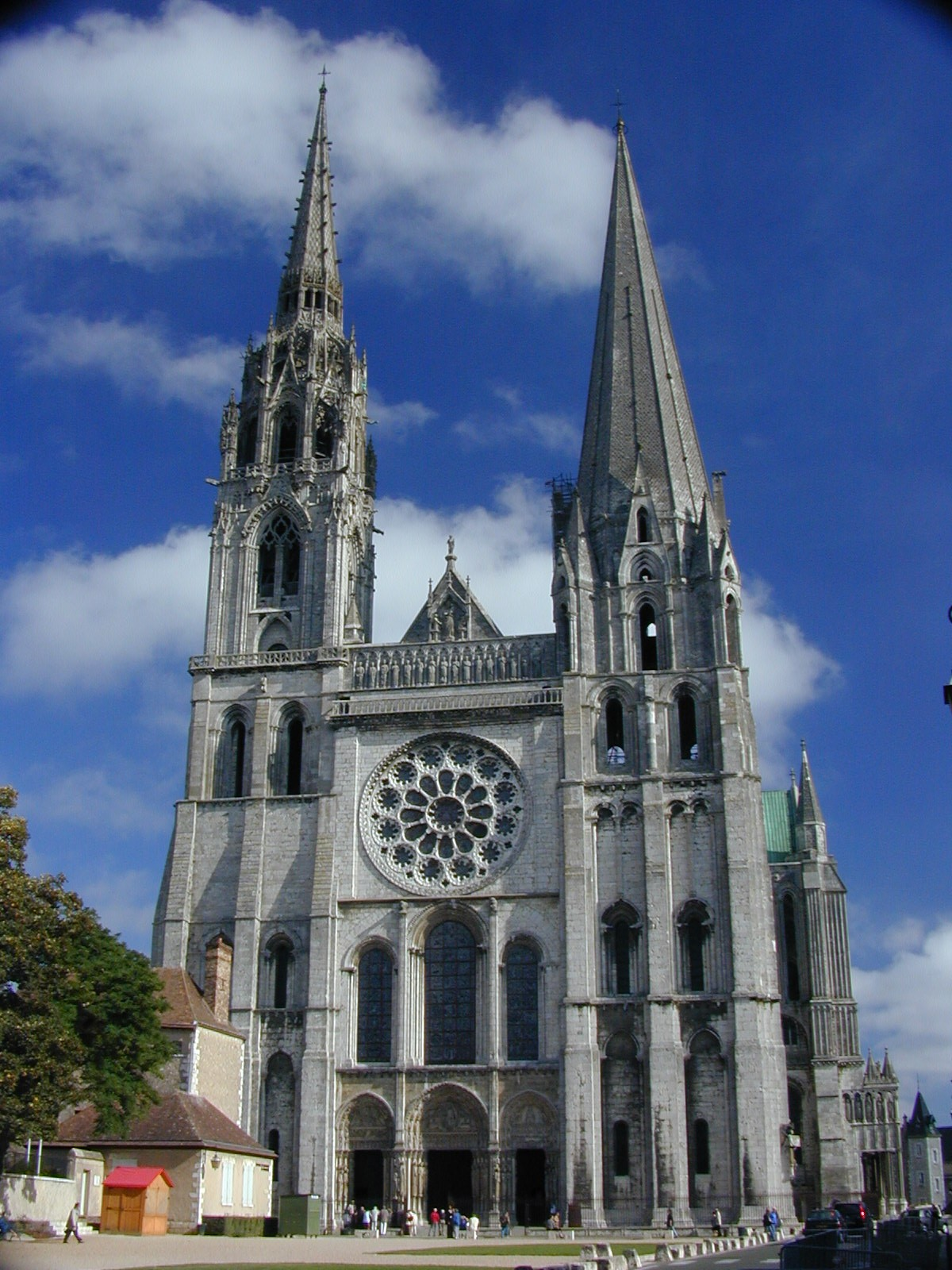
沙特尔主教座堂

克拉克讲述了欧洲文明在12世纪的突然苏醒。他追溯了最初的表现形式：克呂尼修道院，到圣但尼圣殿，最后到其最高点，在13世纪初建造的沙特尔主教座堂。
- 教会的胜利
- 克呂尼修道院和穆瓦萨克修道院
- 伯尔纳铎
- 圣斐德斯教堂
- 韦兹莱隐修院
- 吉斯莱贝图斯（Gislebertus）
- 圣但尼圣殿
- 沙特尔主教座堂

### 3. 传奇与现实（Romance and Reality）

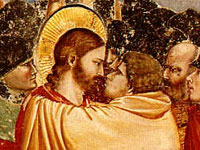
乔托的“犹大之吻”

开始于卢瓦尔的一座城堡，然后穿过托斯卡纳和翁布里亚的丘陵，前往比萨洗礼堂，克拉克考察了14世纪法国和意大利中世纪后期的愿望和成就。
- 哥特精神
- 宫廷爱情
- 围攻爱之城堡
- 贝里公爵
- 圣方济各
- 市民生活
- 乔托
- 但丁和乔凡尼·皮萨诺

### 4. 人—万物的尺度（Man: the Measure of all Things）

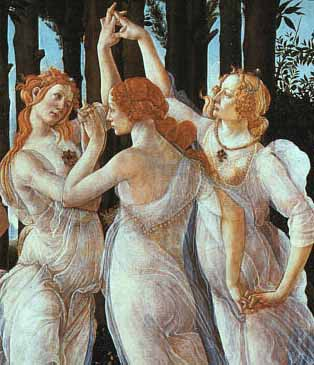
波提切利的三女神

克拉克访问佛罗伦萨，认为欧洲思想在15世纪因重新发现其古典历史，而获得了新的动力。他参观了乌尔比诺、曼托瓦和其他文艺复兴中心的宫殿。
- 早期文艺复兴
- 李奥纳度·布伦尼
- 透视
- 扬·范·艾克
- 波提切利
- 乌尔比诺公爵宫
- 曼托瓦宫廷
- 文明的乡村

### 5. 作为艺术家的英雄（The Hero as Artist）

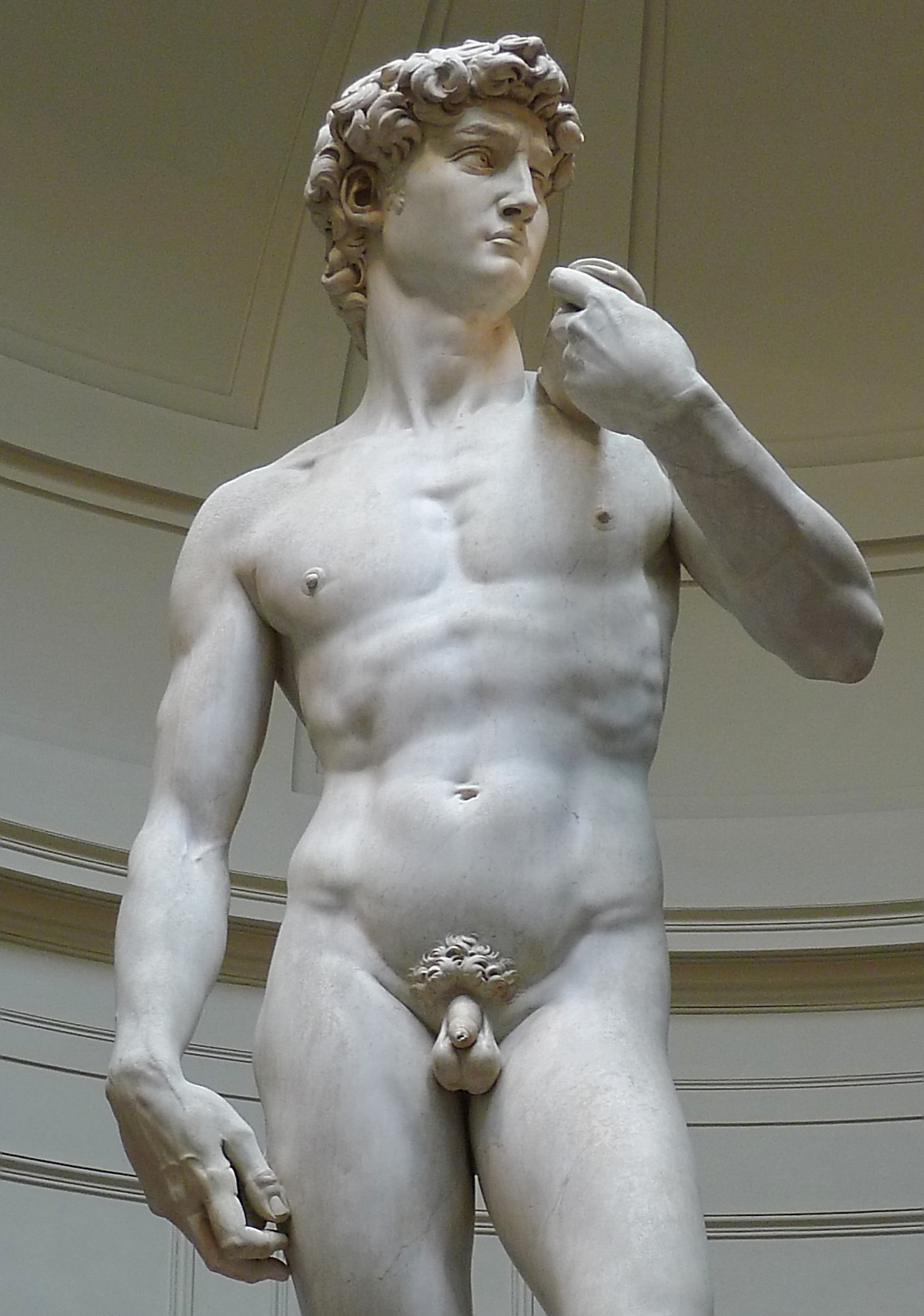
米开朗基罗的大卫像

克拉克把观众带回到16世纪教宗的罗马—基督教和古代的融合。他讨论了米开朗基罗、拉斐尔和达·芬奇；梵蒂冈的庭院；拉斐尔房间；和西斯廷小堂。
- 巨人和英雄
- 教宗的堕落
- 米开朗基罗
- 俘虏
- 西斯廷小堂
- 拉斐尔
- 达·芬奇
- 作为机械装置的人

### 6. 抗议与沟通（Protest and Communication）

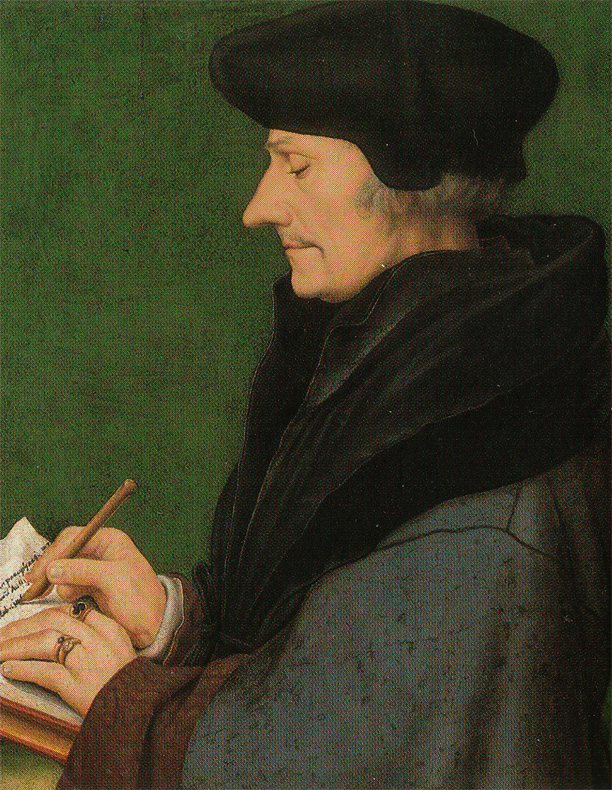
小汉斯·霍尔拜因的伊拉斯谟肖像

克拉克讨论宗教改革—阿尔布雷希特·丢勒和马丁路德的德国 以及人文主义者伊拉斯谟、蒙田和莎士比亚的世界
- 伊拉斯谟
- 小汉斯·霍尔拜因
- 阿尔布雷希特·丢勒
- 忧郁症
- 马丁路德
- 新教的破坏偶像主义
- 蒙田
- 莎士比亚

### 7.庄严与顺从（Grandeur and Obedience）

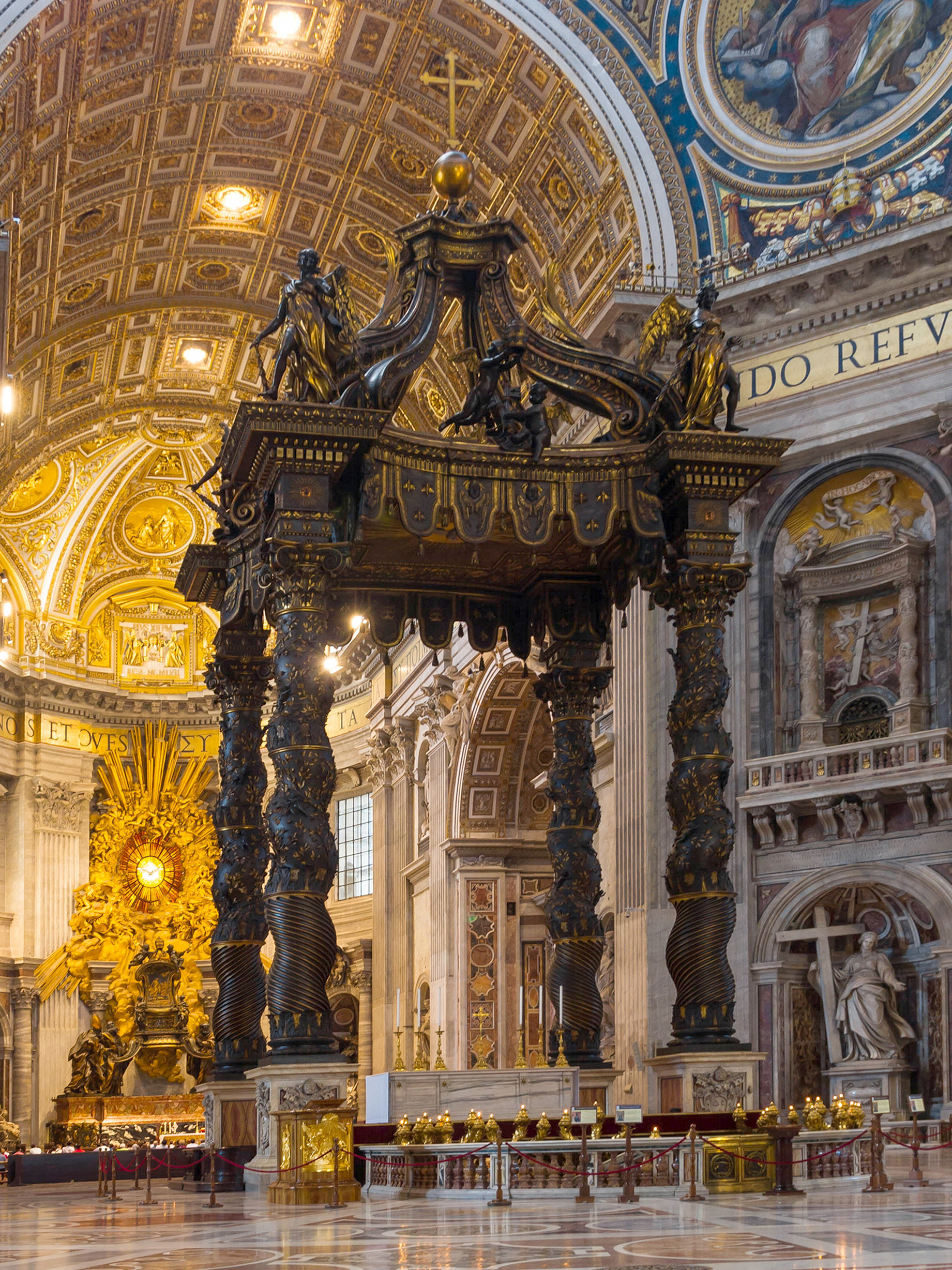
罗马圣伯多禄大殿的青铜华盖

在米开朗基罗和贝尼尼的罗马，克拉克讲述天主教会的反击—反宗教改革—对抗新教的北方；圣伯多禄大殿的荣耀，象征着天主教会新的辉煌
- 罗马的教会
- 教宗的罗马
- 圣伯多禄大殿
- 天主教
- 巴洛克艺术
- 贝尼尼
- 圣伯多禄大殿的青铜华盖
- 《圣女大德兰的神魂超拔》

### 8. 经验之光（The Light of Experience）

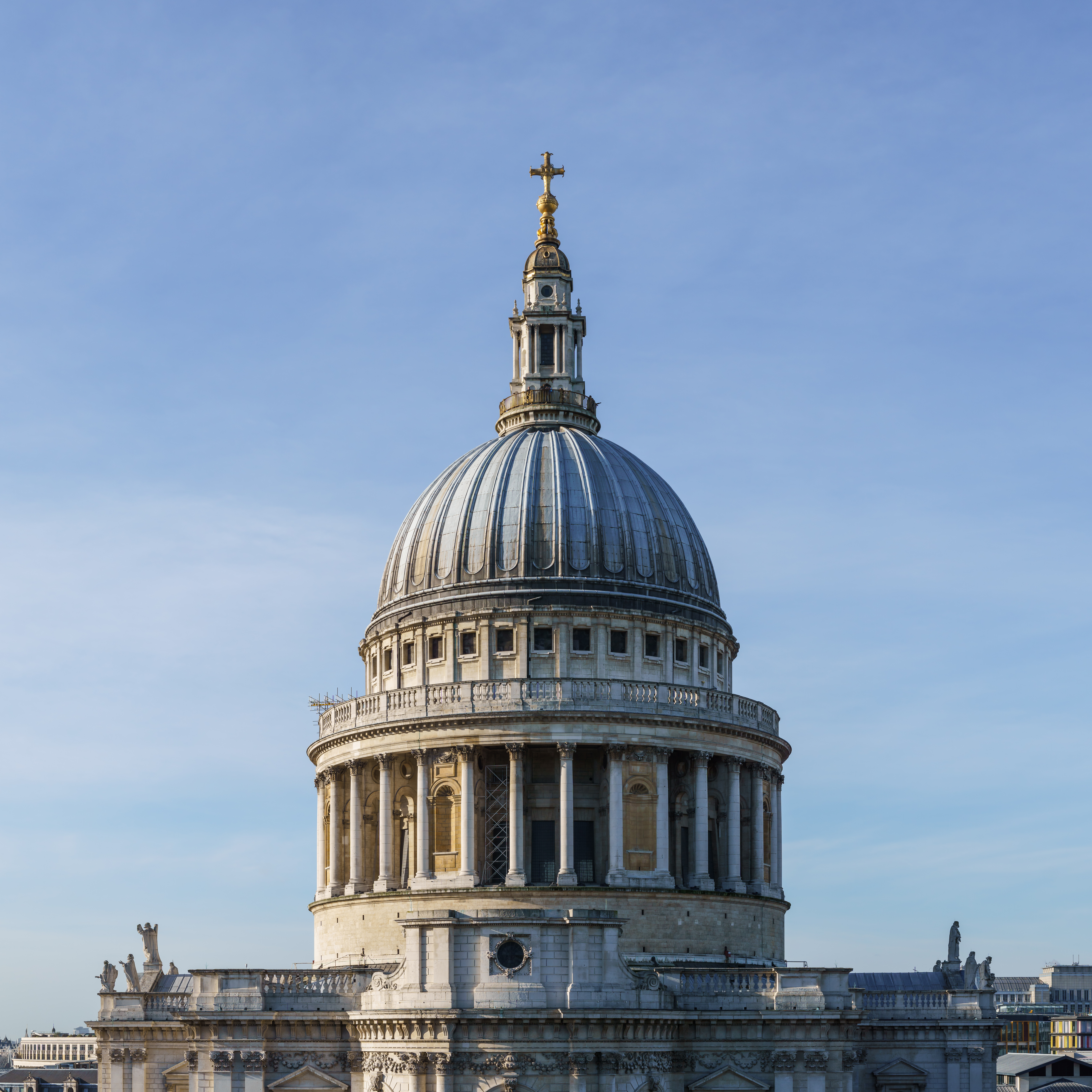
伦敦圣保罗座堂的穹顶

克拉克讲述太空中的和一滴水中的新世界—望远镜和显微镜所揭示的世界—以及伦勃朗和其他艺术家的荷兰绘画的新现实主义，这些艺术家在17世纪将对人性的观察带到了一个新的阶段。
- 荷兰黄金时代
- 弗兰斯·哈尔斯
- 伦勃朗
- 笛卡尔
- 扬·弗美尔
- 皇家学会
- 克里斯多佛·雷恩
- 圣保罗座堂

### 9. 欢乐的追逐（The Pursuit of Happiness）

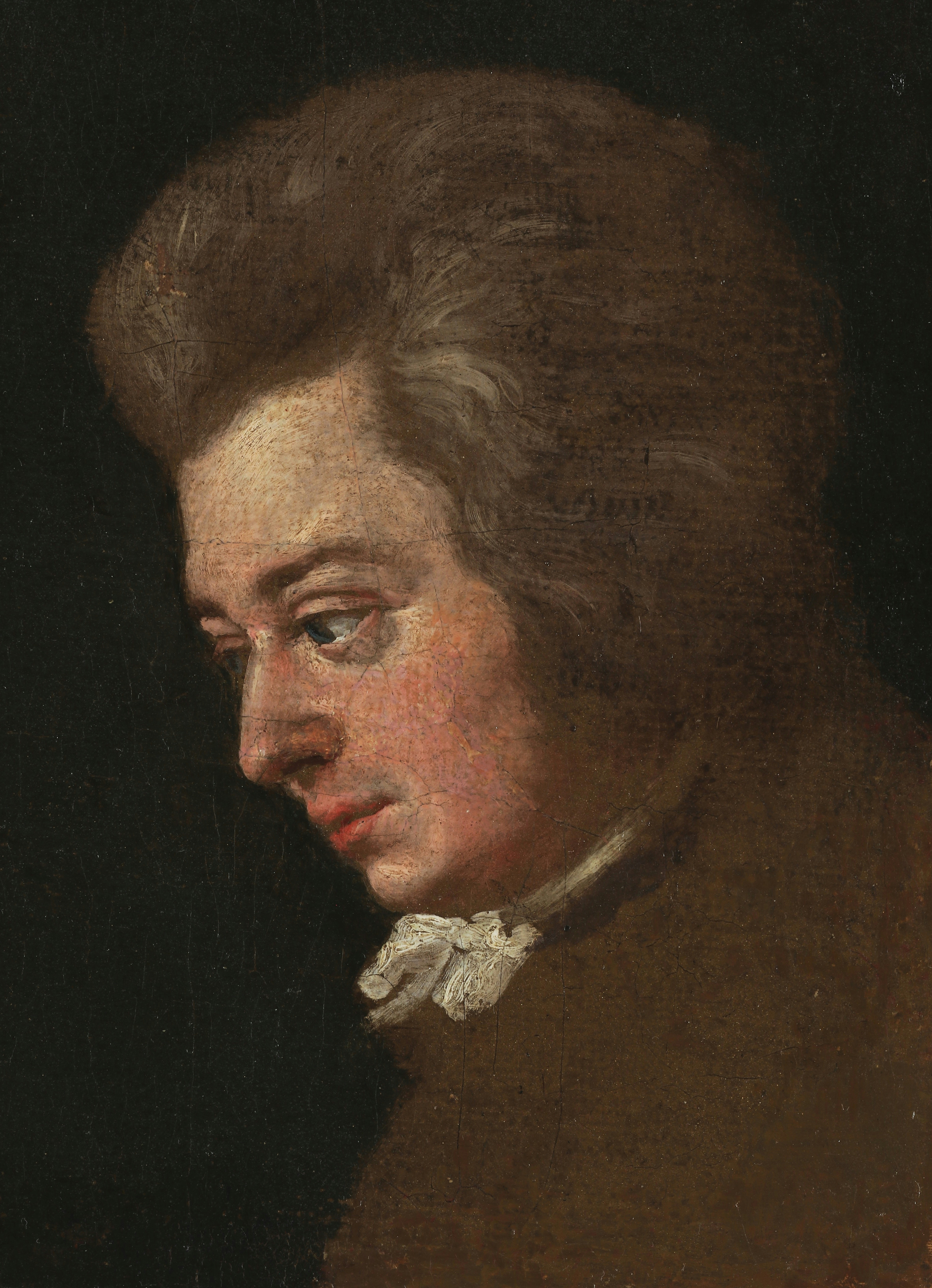
约瑟夫·兰格的莫扎特像

克拉克谈到巴赫、韩德尔、海顿和莫扎特作品的和谐流动和对称性，以及他们的音乐在洛可可教堂以及巴伐利亚宫殿的建筑中的反映。 
- 法国古典主义
- 约翰·塞巴斯蒂安·巴赫
- 巴尔塔萨·诺伊曼
- 格奥尔格·弗里德里希·韩德尔
- 华托
- 约瑟夫·海顿
- 洛可可建筑
- 沃尔夫冈·阿马德乌斯·莫扎特

### 10.理性的微笑（The Smile of Reason）

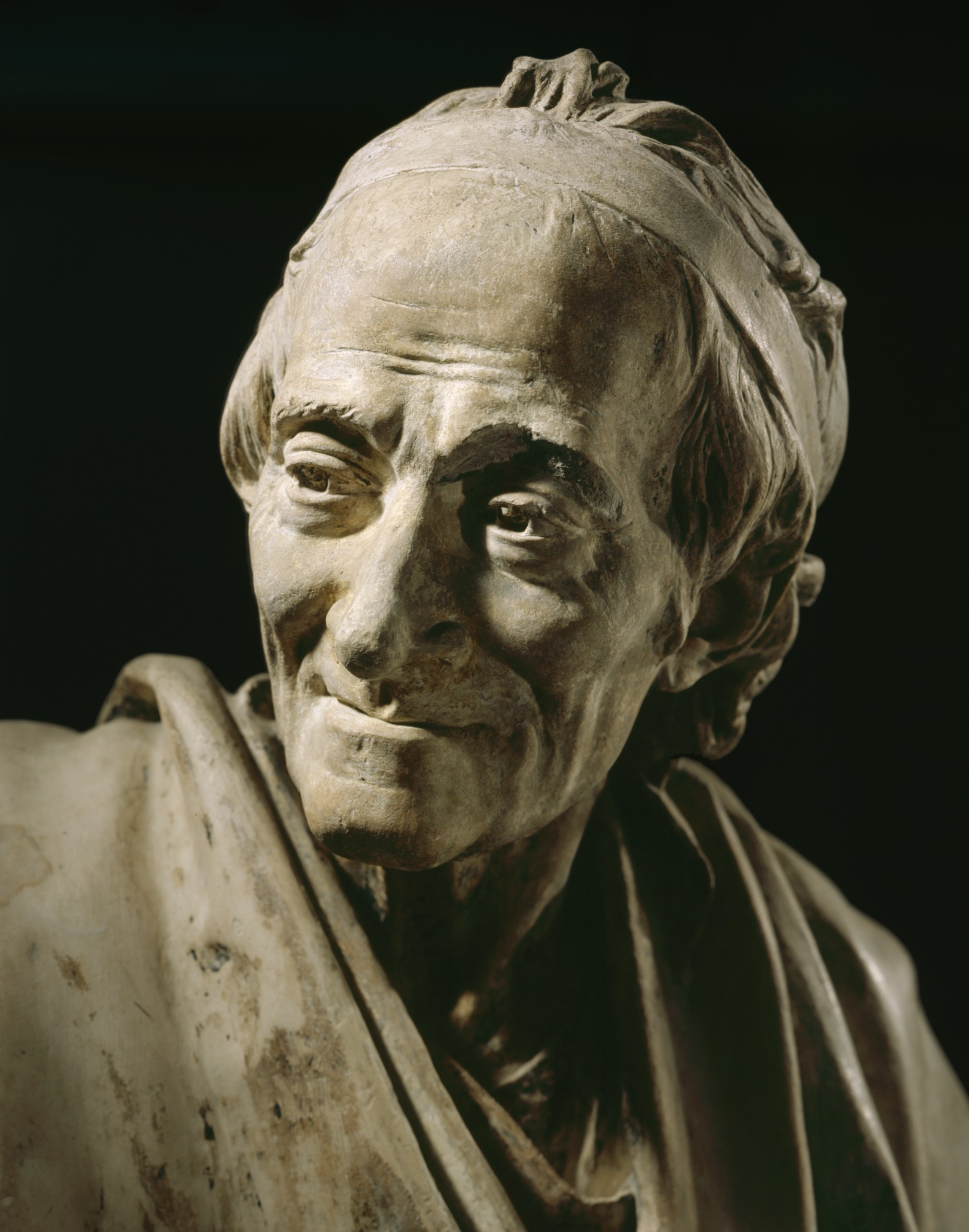
让-安东尼·乌敦的伏尔泰像

克拉克讨论启蒙时代，从18世纪优雅的巴黎沙龙的礼貌对话，到后来的革命政治，布伦海姆和凡尔赛伟大的欧洲宫殿，最后是托马斯·杰斐逊的蒙蒂塞洛。
- 启蒙时代
- 乔治王时代
- 巴黎沙龙
- 夏尔丹
- 苏格兰启蒙运动
- 伏尔泰
- 托马斯·杰斐逊
- 乔治·华盛顿

### 11.自然的膜拜（The Worship of Nature）

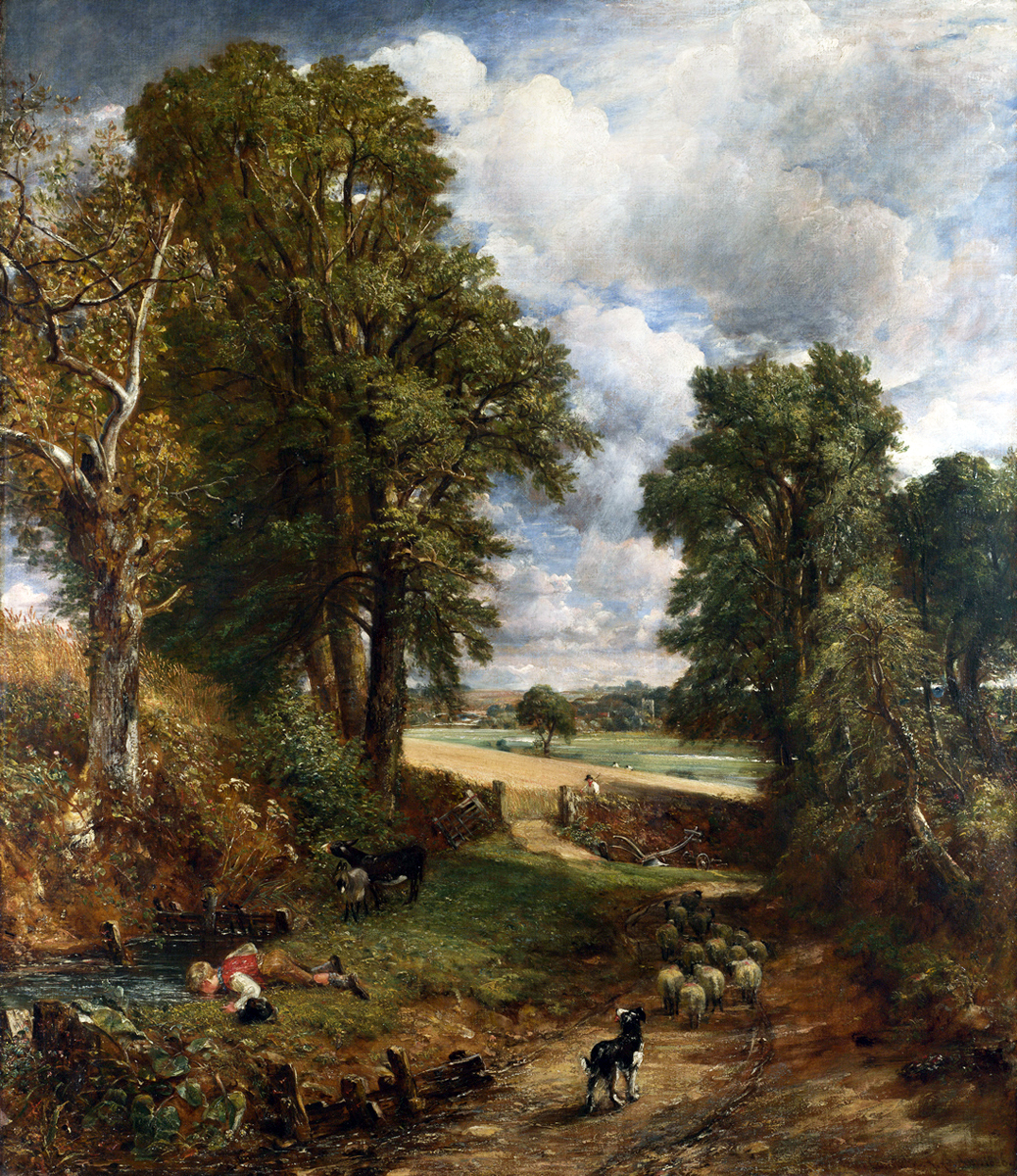
康斯特勃的“麦田”

克拉克认为，对大自然的神性的信仰，篡夺了基督教作为西方文明主要创造力量的地位，并迎来了浪漫主义运动。克拉克参观了廷腾寺（Tintern Abbey）和阿尔卑斯山 并讨论了特纳和康斯特勃的风景画。
- 宗教的废墟
- 卢梭
- 感性
- 华兹华斯
- 康斯特勃
- 特纳
- 天空
- 印象派.

### 12. 希望的谬误（The Fallacies of Hope）

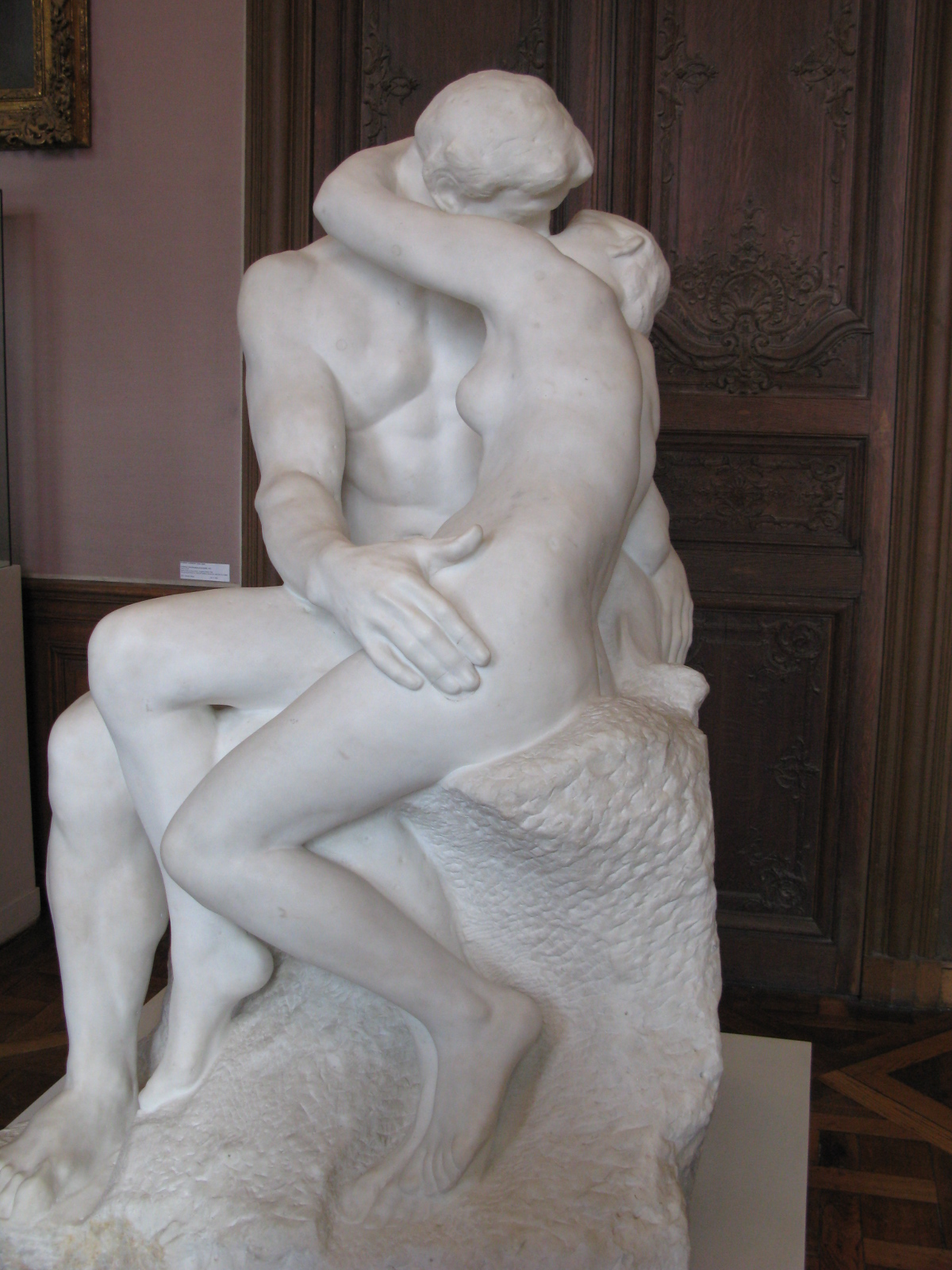
罗丹的“吻”

克拉克认为，法国大革命导致拿破仑的独裁统治和19世纪沉闷的官僚作风，他追溯了浪漫主义的艺术家的幻灭—从贝多芬的音乐，到拜伦的诗歌、德拉克罗瓦的绘画，以及罗丹的雕塑。
- 浪漫主义
- 法国大革命
- 拿破仑
- 贝多芬
- 拜伦
- 特纳和傑利柯
- 欧仁·德拉克罗瓦
- 罗丹

### 13. 英雄的唯物主义（Heroic Materialism）

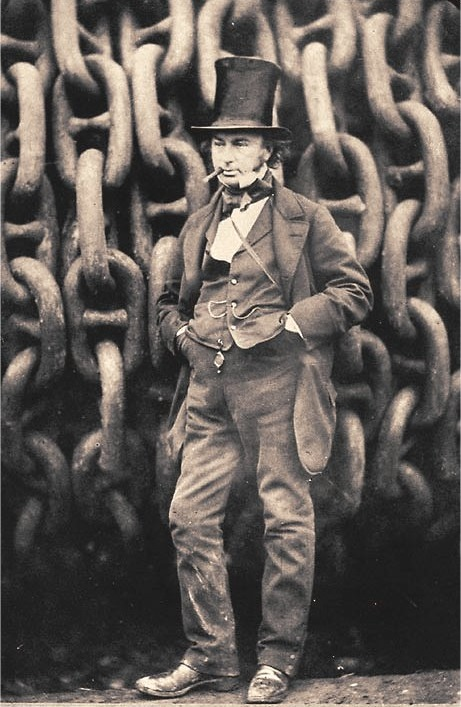
布鲁内尔像，罗博特·豪利特绘

克拉克在结束这个系列片时，讨论了19世纪和20世纪的唯物主义和人道主义。他参观了19世纪英格兰的工业景观，以及20世纪纽约市的摩天大楼。他认为，布鲁内尔和卢瑟福这些工程师和科学家的成就，能够与威廉·威伯福斯和第七任沙夫茨伯里伯爵安东尼·阿什利-库珀这些伟大的改革者相媲美。

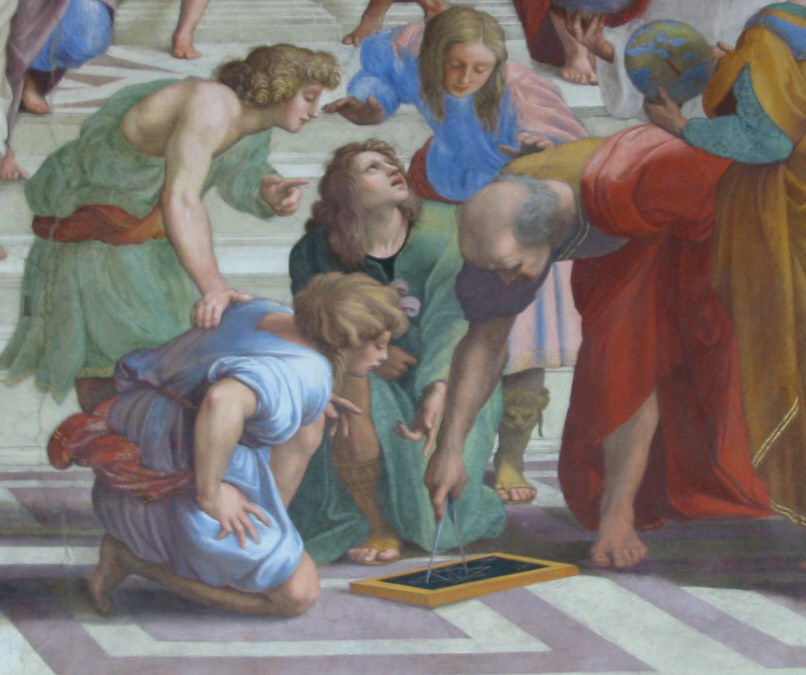
《文明》书籍和DVD的封面，是拉斐尔的“雅典学院”

- 废奴主义
- 工业革命
- 人道主义
- 布鲁内尔
- 库尔贝和米勒
- 列夫·托爾斯泰
- 我们渴望毁灭
- 上帝赐予的天才